# Anomala peninsularis
Anomala peninsularis är en skalbaggsart som beskrevs av Schaeffer 1906. Anomala peninsularis ingår i släktet Anomala och familjen Rutelidae. Inga underarter finns listade i Catalogue of Life.